# Andrew Briggs
George Andrew Davidson Briggs (Dorchester, Dorset, Inglaterra, 3 de junio de 1950) es un científico de origen británico y es profesor de nanomateriales en la universidad de Oxford. Es bien conocido por su trabajo sobre la acústica microscópica y su actual trabajo sobre la tecnología cuántica.

## Juventud y estudios
Nacido en Dorchester, Inglaterra, hijo de David Briggs, profesor de literatura clásica en la escuela de Bayanston en Dorset, y después director en la King´s College School de Cambridge; y su mujer Mary quien fue profesora de matemáticas de alumnos como Sir Timothy Gowers and Sir Andrew Wiles.
Acudió a la escuela de Leys en Cambridge, y estudió física en la escuela de St. Catherine's en Oxford desde 1968 a 1971. Desde 1973 hasta 1976 emprendió su estudio como profesor de filosofía en el laboratorio Cavendish. Entre 1976 y 1979 estudió teología en Ridley Hall y en el colegio Queens de Cambridge, donde ganó el perseguido premio del griego.

## Carrera y descubrimientos
Desde 1971 hasta 1973, después de graduarse del primer grado enseñó física y educación religiosa en la escuela de Canford en Dorset. en 1980 se trasladó a Oxford como integrante de la investigación en el departamento de metalurgia y desde 1981 como profesor de física en el colegio de St. Catherine. En 1984 fue designado como conferenciante de metalurgia y ciencia de los materiales en la universidad de Oxford, en 1996 como lector en materiales, y en 1999 como profesor de materiales.
En 2002 fue elegido miembro de la recién creada Cátedra de los Nanomateriales de la universidad de Oxford. Desde 2002 a 2009 fue director de la colaboración de investigación interdisciplinaria de procesamiento de información cuántica, y profesor de la investigación EPSRC.
Desde 2010 también ha sido responsable de la preparación y evaluación de propuestas de subvenciones para la fundación global para la caridad de Templeton, que sirve como catalizador filantrópico para los descubrimientos relacionados con la grandes cuestiones del propósito humano y la realidad más recientes. Andrew ha comenzado una gran cantidad de proyectos de investigación y actividades relacionadas por todo el mundo, en temas como el descubrimiento espiritual a través de la ciencia, la ciencia como componente de la teología, el poder de la información, la libertad empresarial y el desarrollo del carácter.
Ha publicado más de 575 trabajos, libros y artículos; la mayoría en revistas revisadas a nivel internacional. Su investigación científica desde q asumió la cátedra de nanomateriales en 2002 se centra en el estudio de materiales con potencial de construir computadoras cuánticas. Estos incluyen moléculas en las que los estados cuánticos de los giros o espines nucleares y de electrones pueden controlarse con una gran precisión.
- Datos: Q15989864